# إيلا راي هادلي
إيلا راي هادلي (بالإنجليزية: Ila Ray Hadley) هي متزلجة فنية أمريكية، ولدت في 18 سبتمبر 1942 في رينتون في الولايات المتحدة، وتوفيت في 15 فبراير 1961 في بروكسل في بلجيكا.

## وصلات خارجية
- إيلا راي هادلي على موقع أوليمبيديا (الإنجليزية)